# Mjeltehaugen
Der Mjeltehaugen in Giskegjerdet an der Südostküste der Insel Giske ist einer der besonderen Grabhügel in Norwegen. Der 6,0 bis 9,0 m hohe Hügel aus der Bronzezeit (1300–1100 v. Chr.) ist der nördlichste seiner Art und hat etwa 30,0 m Durchmesser. Er enthält eine Kammer aus Steinplatten, die mit Petroglyphen bedeckt sind, die ihre nächstgelegenen Parallelen in Kivik (in Bredarör) und in Sagaholm bei Jönköping, beide in Schweden, haben. Es gibt nur 12 neolithische Steinkisten (norwegisch Hellekiste oder Hellegraver) in Norwegen, während sie in Schweden besonders häufig sind und von der Trichterbecherkultur (TBK) stammen.

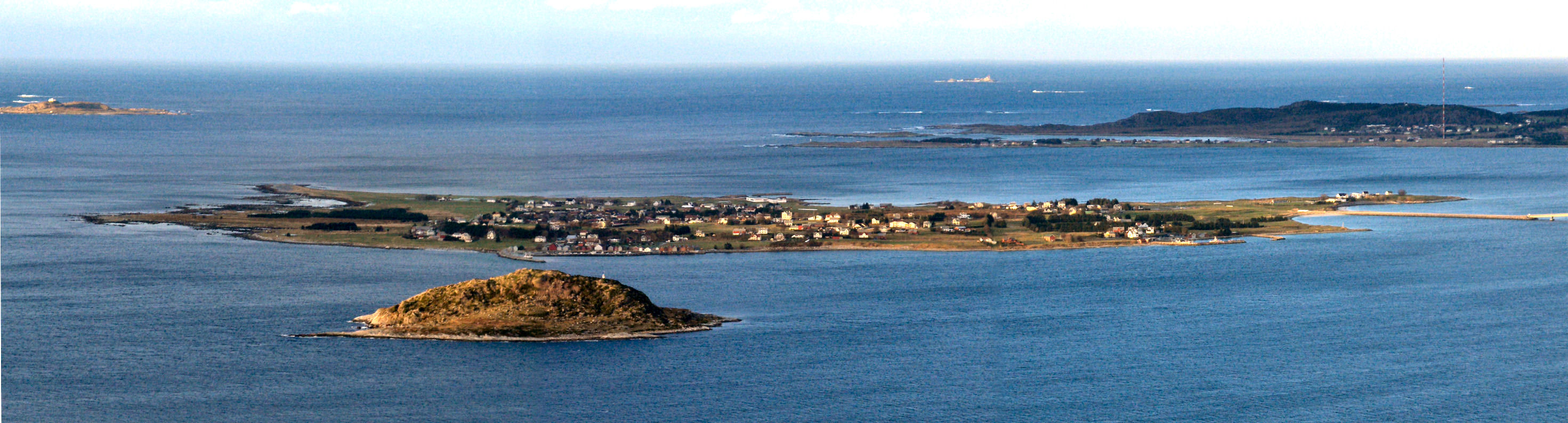
Insel Giske in der Bildmitte

## Beschreibung
Der Grabhügel in der Fylke Møre og Romsdal ist die Überhöhung eines meernah gelegenen natürlichen Hügels. Die heute nicht mehr vollständige Kammer wurde vermutlich aus acht großen, dekorierten Platten in der Hügelmitte platziert. Die Platten sind aus einem Gestein, das auf Giske nicht vorkommt. Es muss von Trondheim oder einer südlich gelegenen Insel stammen. Die Grabkiste war wahrscheinlich 4,5 m lang, 1,2 m breit und 0,6 m hoch. Trotz ihrer Größe ist die mit Erde überhügelte Megalithanlage für eine Einzelbestattung errichtet worden. Die Art ist typisch für die Bronzezeit. 
Die Platten wurden mit Boots- und Liniendekor geschmückt. Das Dekor findet sich auch in ostdeutschen Steinkisten. Trotz der großen Entfernung ist die Verbindung sehr deutlich. Die Bootsfiguren vom Mjeltehaugen sind einfache Linien, die Reling und Kiel markieren. Die Dekorationen bestehen aus parallel angeordneten Fischgrätenmustern, Wellenbändern und Zick-Zack-Mustern. Das Dekor erinnert an Textilien. Insbesondere durch die Fransen am unteren Rand entsteht der Eindruck, dass gewebte Teppiche nachgeahmt worden sind. 
Die Beigaben im Grab deuten auf eine Person, die einen hohen Status gehabt haben muss. Es erscheint angesichts der strategischen Lage von Giske naheliegend, die Kultur, die diese Anlage erbaute, mit dem Meer und der Seefahrt zu verbinden, zumal sich mehrere Inseln mit großen Grabmälern zu einer Reihe verbinden lassen. Allerdings finden sich keinerlei Hinweise auf eine derartig frühe Seefahrt über längere Strecken. Die ältesten Schiffe Skandinaviens (350–400 n. Chr.) wurden im Kongshaugen auf Valderøy gefunden. 
Später wurde eine Frau im oberen Hügelbereich begraben. Ihr Grab lag über der alten Kiesschicht, die die Steinkiste bedeckte. In dem Grab wurden zwei stabförmige Bronzeschnallen mit Silberbeschichtung gefunden, die in die Eisenzeit um 200 n. Chr. datiert werden. 
Auf Vigra steht der etwa 36 m breite und fünf Meter hohe Blimshaugen. Hier hat man mehrere Steinkisten aus der Jungsteinzeit gefunden. Die Funde der Ausgrabungen sind im Godøytun-Museum ausgestellt.
Etwa 2000 Jahre nach der Errichtung des Mjeltehaugen war Giskeætta auf der Insel Giske ein mittelalterliches Machtzentrum in Norwegen. Giskeætta besaß Ländereien und Güter im ganzen Land und war verwandtschaftlich verbunden mit den meisten der norwegischen Könige und den führenden Familien des Landes.